# Musik im Blut (1955)
Musik im Blut (mit Untertitel Die Kurt Widman Story) ist eine deutsche Filmbiografie des Bandleaders, Trompeters und Jazzmusikers Kurt „Kutte“ Widmann aus dem Jahre 1955 von Erik Ode mit Viktor de Kowa in der Hauptrolle. An seiner Seite sind Nadja Gray und Waltraud Haas zu sehen.

## Handlung
Kurt, genannte „Kutte“, Widmann ist im Berlin der 1930er Jahre ein aufstrebender Jazzmusiker (Dirigent und Trompeter), der sich mit seiner Band bei den aufgeschlossenen Musikfreunden großer Beliebtheit erfreut. Lediglich die nazistische Kulturpolitik, die Jazz generell als „entartet“ verachtet und verunglimpft, bereitet seiner künstlerischen Entfaltung Probleme. Dennoch scheint sein Karriereaufstieg unaufhaltsam, zumal Kutte 1936 in Berlin den Wettstreit um die „Goldene Trompete“ gewinnt. Sein Herz gehört der populären Schlagersängerin Gina Martelli, die ihn auf einer Auslandstournee begleitet. Ihr schenkt er auch die „Goldene Trompete“ und ist umso enttäuschter, als sich Gina aus politischen Gründen – die Gestapo sitzt ihr im Genick – dazu entscheidet, nach Ende der Gastspielreise nicht mehr mit ihm ins Dritte Reich zurückkehren zu wollen.
Wieder daheim, heiratet Widmann die brave Angelika Jäger, muss sich nunmehr aber, in den letzten Jahren vor Kriegsausbruch 1939 und noch stärker danach, mit Enttäuschungen und Anfeindungen kulturpolitischer Natur auseinandersetzen. Obwohl bis in die letzten Kriegstage weiterhin als Musiker aktiv, der sich trotz allen Gefasels vom Jazz als „Kulturbolschewismus“ nicht von seiner Liebe zu eben dieser Musik abbringen lässt, lassen Kuttes Kräfte allmählich nach, und er wird häufig krank. Mit eiserner Energie stellt er gleich nach 1945 wieder eine eigene Combo zusammen und kann nunmehr, befreit von politischen Zwängen, seiner großen Liebe, der Jazzmusik, frönen. Es gelingt Widmann kurzzeitig, an seine Vorkriegserfolge anzuknüpfen. Auch ein Unfall während einer artistischen Einlage kann den Vollblutjazzer nicht bremsen. Wieder genesen, kehrt Kurt Widmann sofort auf die Bühne zurück. Doch er hat seine physischen Kräfte überschätzt und stirbt wenig später, nach seinem großen Comeback.

## Produktionsnotizen
Musik im Blut entstand, als unmittelbare Reaktion auf den Tod Widmanns (Ende November 1954), Mitte 1955 in Hamburg-Wandsbek (Atelieraufnahmen) sowie in Amsterdam und Berlin (Außenaufnahmen) und wurde am 20. Dezember 1955 in Hannover und Stuttgart uraufgeführt. Die Berliner Premiere war ein Tag darauf. Am 26. September 1965 wurde der Film erstmals im deutschen Fernsehen (ARD) ausgestrahlt.
Central-Europa-Film-Chef Waldemar Frank übernahm auch die Herstellungsleitung, Horst Wendlandt die Produktionsleitung. Herbert Kirchhoff entwarf die von Albrecht Becker umgesetzten Filmbauten.

## Kritiken
Der Spiegel schrieb: “Eine zum Rührstück gepreßte Musikerbiographie mit einigen lustigen Zulagen. (…) Der Film zeigt den Jazz-Dirigenten gleich auf dem Gipfel seiner Karriere und zudem in amourösen Konflikten. (…) Victor de Kowa, ohne äußere Ähnlichkeit mit Widmann und auch ohne dessen akrobatische Meriten, sucht den Dargestellten wenigstens in deftigem Berlinisch zu erreichen.”
Im Lexikon des Internationalen Films heißt es: „Die Nachzeichnung der Lebensgeschichte wird überlagert von sentimentalen und albernen Effekten, insbesondere gegen Ende des Films.“